# Kanton Angers-Trélazé
Angers-Trélazé is een voormalig kanton van het Franse departement Maine-et-Loire. Het kanton maakte deel uit van het arrondissement Angers. Het werd opgeheven bij decreet van 26 februari 2014 met uitwerking op 22 maart 2015.

## Gemeenten
Het kanton Angers-Trélazé omvatte de volgende gemeenten:
- Andard
- Angers (deels, hoofdplaats)
- Brain-sur-l'Authion
- Sarrigné
- Trélazé